# Belle Amour
Pour l’article ayant un titre homophone, voir Bel Amour.
Pour le film, voir Belle d'amour.
Pour la chanson, voir La Belle Amour.
'Belle Amour' est un cultivar de rosier issu d'un croisement Rosa damascena (rose de Damas) x Rosa alba. Cette rose ancienne a été redécouverte avant 1950 au couvent d'Elbeuf en Normandie,.

## Description
Le buisson au port érigé est vigoureux, même en sol pauvre, avec un feuillage gris-verdâtre pouvant s'élever de 120 cm à 150 cm et parfois au-delà et d'une largeur de 90 cm à 120 cm. Ses fleurs semi-doubles (à 9-16 pétales) ont un joli aspect de roses anciennes très chiffonné de couleur rose saumon avec des étamines jaunes bien visibles. Elles embaument la myrrhe. La floraison abondante a lieu en juin. C'est une rose très résistante aux maladies.

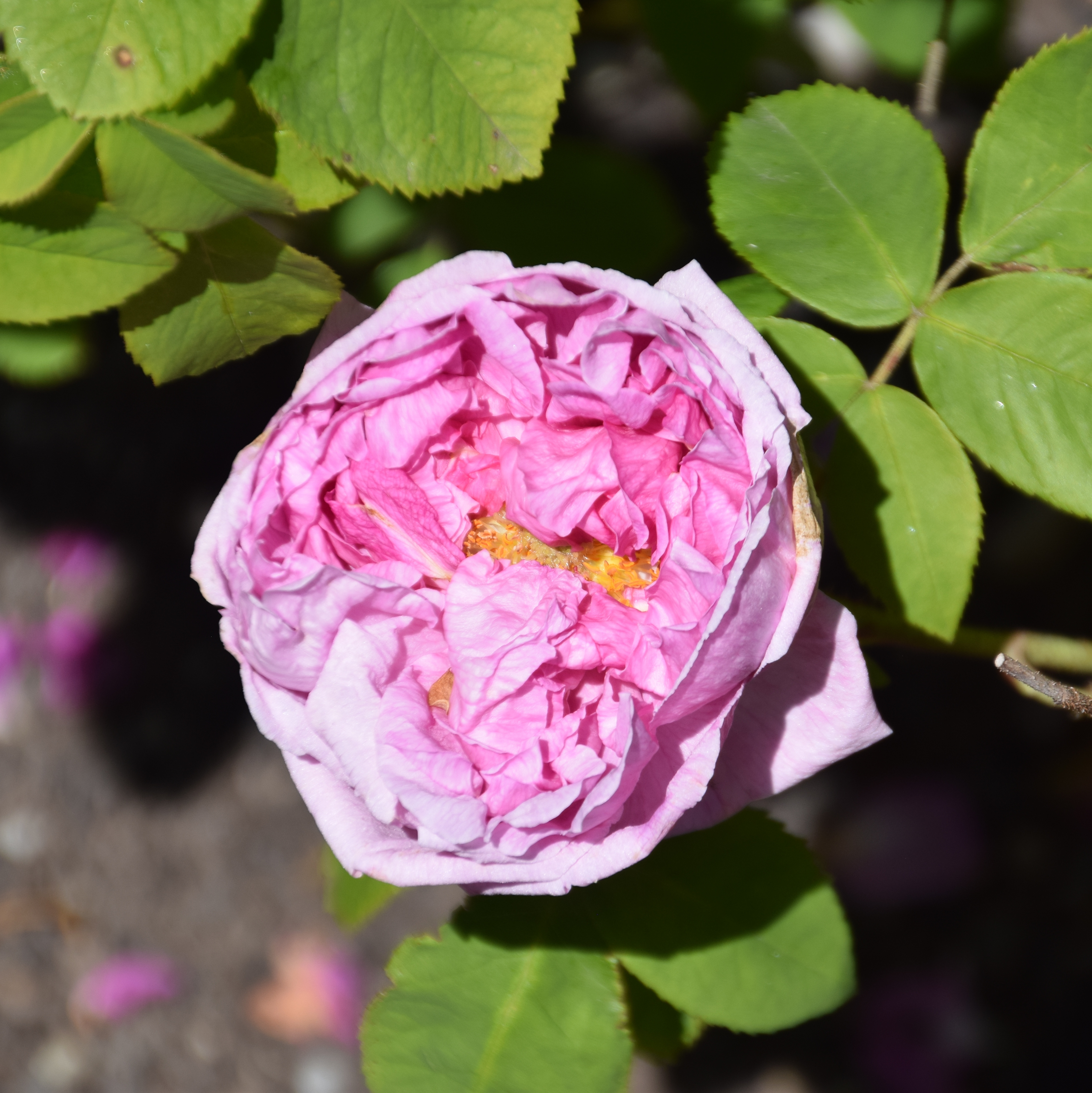
Fleur épanouie.